# أوستيلو ريتشي
أوستيلو ريتشي (بالإيطالية: Ostilio Ricci) هو عالم رياضيات إيطالي. ريتشي معروف بكونه أستاذا لغاليليو غاليلي، كما أنه تلميذ لنيكولو فونتانا تارتاغليا، واحدا من محلحلي المعادلات التكعيبية.